# In the Court of the Crimson King
In the Court of the Crimson King (An Observation by King Crimson) (en español: En la Corte del Rey Carmesí [Una Observación por King Crimson]), es el álbum debut del grupo inglés King Crimson, producido y publicado en noviembre de 1969, considerado uno de los primeros álbumes de rock progresivo.
El álbum se destaca por la combinación de las letras y la instrumentación (con importante influencia de jazz y música clásica). Si bien otros artistas habían fusionado a estos géneros con el rock, el debut de King Crimson tuvo una atmósfera mucho más oscura y reflexiva, en parte por ideas de Peter Sinfield, quien escribió las letras. Además, es uno de los primeros álbumes que se destacan por sus largas canciones, algunas con partes con nombre propio, con improvisaciones complejas. Su concepto y arte de portada fueron diseñados por Barry Godber.
Esta formación se disolvería muy pronto y la banda pasaría a ser controlada por el guitarrista Robert Fripp. El siguiente álbum, In the Wake of Poseidon, tuvo un sonido similar. Sin embargo, este álbum fue muy influyente en la emergente escena del rock progresivo y en el art rock.
Este trabajo alcanzó el puesto 5 en las listas inglesas y el puesto 28 en las de Estados Unidos. Fue remasterizado a fines de los años 1980.

## Contexto

### Canciones
El álbum comienza con "21st Century Schizoid Man", una abrasiva mezcla de hard rock y jazz. Esta termina con una "cacofonía" en la que todos los instrumentos se agolpan y suenan de forma caótica para después detenerse de golpe. A partir de la siguiente canción ("I Talk To The Wind", que había sido escrita con anterioridad, cuando aún existía Giles, Giles and Fripp) la atmósfera cambia.  
Se destaca el trabajo de Ian McDonald, el principal compositor, quien además toca el mellotron y la flauta, elementos importantes en el sonido de este disco.  
La Cara A del álbum lo cierra "Epitaph", canción marcada por sus letras apocalípticas y por la presencia dominante del mellotron.  
La Cara B empieza con la canción más controvertida del álbum, la extensa "Moonchild", que comienza como un tema similar a los demás, pero luego se convierte en una calmada improvisación con influencias de jazz y música experimental de más de diez minutos.
El disco termina con la también extensa y sinfónica "The Court of the Crimson King", otra canción donde domina el mellotron. Fue el sencillo del álbum y es uno de los temas más conocidos de la banda a lo largo de su historia.

### Portada
La portada fue realizada por Barry Godber (1946–1970), artista y programador informático. Godber murió en febrero de 1970 a causa de un infarto de miocardio, al poco tiempo de haberse editado el álbum. Este trabajo constituiría su única pintura, ahora propiedad de Robert Fripp. Con respecto a Godber, Fripp dijo:

Barry Godber no era pintor sino un programador de computadoras. Esta pintura fue la única que hizo. Él era amigo de Peter Sinfield y murió en 1970 de un ataque al corazón, cuando tenía 24 años. Peter trajo la pintura y a la banda le encantó. Recientemente, recubrí el original que estaba en las oficinas de EG porque estaba expuesta a la luz y bajo el riesgo de dañarse, así que acabé quitándola de allí. La cara que aparece afuera es la del Hombre Esquizoide y la de adentro es la del Rey Carmesí. Si miras a la cara sonriente, sus ojos revelan una increíble tristeza. ¿Qué puede uno agregar? Refleja la música.

## Lista de canciones
Todas las canciones escritas y compuestas por King Crimson, excepto donde sea indicado. 
| Lado A |                                                                        |                    |          |  |
| N.º    | Título                                                                 | Escritor(es)       | Duración |  |
| 1.     | «21st Century Schizoid Man» (incluyendo «Mirrors»)                     |                    | 7:21     |  |
| 2.     | «I Talk to the Wind»                                                   | McDonald, Sinfield | 6:06     |  |
| 3.     | «Epitaph» (incluyendo «March for No Reason» y «Tomorrow and Tomorrow») |                    | 8:47     |  |

| Lado B | |                    |          |  |
| N.º    | Título                                                                                                   | Escritor(es)       | Duración |  |
| 4.     | «Moonchild» (incluyendo «The Dream» y «The Illusion»)                                                    |                    | 12:13    |  |
| 5.     | «The Court of the Crimson King» (incluyendo «The Return of the Fire Witch» y «The Dance of the Puppets») | McDonald, Sinfield | 9:25     |  |

Notas:
Al final de The Court of the Crimson King, hay una pista oculta desde los minutos 9:41 a 10:00

## Personal
King Crimson
- Robert Fripp – guitarra
- Michael Giles – batería, percusión, timbal de concierto (3), coros (5)
- Greg Lake – bajo, voz
- Ian McDonald – flauta (2, 3, 5), clarinete (2, 3), clarinete bajo (3), saxofón alto (1), vibráfono (4), piano (2, 3), clavicémbalo (5), órgano, mellotron, coros, 2da voz lider (2)
- Peter Sinfield – letra, iluminación

## Letras
El álbum tiene un sentimiento de  crítica social al contexto de los 60  y al siglo XX en general; por ejemplo, en la frase en "21st Schizoid Man" -"inocentes violados con napalm"- es una clara referencia a los muertos del napalm de Vietnam, es una crítica a la barbarie que se gestó en Vietnam. Epitaph habla de la desilusión que le genera al narrador una nueva era, con armamento de destrucción masiva, con regímenes totalitarios. Habla que en el origen de los tiempos el hombre emergió glorioso, con culturas como la griega, la maya, "el muro donde escribieron los profetas está resquebrajándose". "El destino de la humanidad está en las manos de unos payasos" es una crítica social de como en el siglo XX y todavía hoy día el contexto está dirigido por muchos dictadores. "Confusión será mi epitafio" en un mundo selvático y sin salvoconducto parcial.